# Elettra Miura Lamborghini
Elettra Miura Lamborghini (Bologna, 17 de maig de 1994), és una estrella de televisió, model i genet italiana, coneguda per formar part del programa televisiu Super Shore transmès pel canal de televisió per cable MTV. Viu i estudia a Milà, competint equitació a nivell regional i nacional a Itàlia, demostrant així la seva gran passió pels cavalls i pels animals en general. A més és filla de l'empresari Tonino Lamborghini i neta de Ferruccio Lamborghini, fundador de la destacada marca Lamborghini.